# Brasiliani in Italia
I brasiliani in Italia sono una comunità migrante di 50690 persone.
Le città di maggiore presenza dei brasiliani in Italia sono Roma (3 919), Milano (3 169) e Torino (1 692). La Lombardia accoglie oltre un quarto di tutti i brasiliani in Italia.

## Storia
Il Brasile è stato a lungo destinazione privilegiata dell'emigrazione italiana verso le Americhe. Durante la seconda guerra mondiale, 25 000 soldati brasiliani combatterono al fianco degli Alleati durante la campagna d'Italia.
Tra gli immigrati latinoamericani in Italia, i brasiliani sono stati tra i primi gruppi. I cittadini brasiliani con permesso di soggiorno in Italia erano 10 953 alla fine del 1991, l'1,7% del totale degli stranieri soggiornanti - il doppio rispetto ai peruviani in Italia. Nel 1996 erano 15 505. Negli anni successivi la popolazione straniera in Italia cresce a ritmo molto più forte di quello degli arrivi brasiliani, che retrocedono così nella classifica delle presenze. Alla fine del 2000 erano 18 951.
La comunità in Italia resta minore anche all'interno della diaspora brasiliana nel 1996 si contavano  oltre 1 500 000 cittadini brasiliani all'estero, di cui quasi 600 000 residenti negli Stati Uniti e altre comunità maggiori in Paraguay e Giappone, oltre che in Portogallo. La componente femminile all'interno della comunità brasiliana in Italia è prevalente, attorno al 70%.
Una parte dei brasiliani in Italia è composta da figli e nipoti di emigranti italiani in Brasile (italo-brasiliani). Con l'attuale legge sulla cittadinanza italiana, buona parte dei brasiliani in Italia ha la possibilità di acquisire cittadinanza italiana nel giro di pochi anni, scomparendo così dalle statistiche. La maggior parte delle naturalizzazioni dei brasiliani in Italia (anche per via dello scompenso di genere) avviene per matrimonio. Una volta ottenuto il passaporto italiano i nuovi brasiliani italiani si spostano talvolta in Portogallo o in Spagna, dove godono di maggior facilità di integrazione a livello linguistico.
Numerosi calciatori brasiliani, spesso di origini italiane, si sono stabiliti in Italia dopo aver terminato la propria carriera.

## Demografia
Brasiliani in Italia